# Lynnville (Indiana)
Lynnville is een plaats (town) in de Amerikaanse staat Indiana, en valt bestuurlijk gezien onder Warrick County.

## Demografie
Bij de volkstelling in 2000 werd het aantal inwoners vastgesteld op 781.
In 2006 is het aantal inwoners door het United States Census Bureau geschat op 817, een stijging van 36 (4.6%).

## Geografie
Volgens het United States Census Bureau beslaat de plaats een oppervlakte van
5,0 km², waarvan 4,4 km² land en 0,6 km² water. Lynnville ligt op ongeveer 147 m boven zeeniveau.

## Plaatsen in de nabije omgeving
De onderstaande figuur toont nabijgelegen plaatsen in een straal van 16 km rond Lynnville.